# Olszany (Świdnica)
Pour les articles homonymes, voir Olszany.
Olszany est une localité polonaise de la gmina de Strzegom, située dans le powiat de Świdnica en voïvodie de Basse-Silésie.

## Histoire
De 1742 à 1945, Ölse fait partie de l'arrondissement de Striegau puis à partir de 1932, de l'arrondissement de Schweidnitz dans le district de Breslau au sein de la province de Silésie.